# Sala Ollin Yoliztli
Su nombre oficial es la Sala Silvestre Revueltas, pero es más conocida como la Sala Ollin Yoliztli. 
Es una sala de conciertos del Centro Cultural Ollin Yoliztli y sede de la Orquesta Filarmónica de la Ciudad de México. La sala fue construida en los años 1970 y cuenta con una capacidad para albergar a 1,200 personas. Se encuentra ubicada al sur de la Ciudad de México.
El término Ollin Yoliztli proviene del náhuatl que significa vida y movimiento.

## Espacios
-Sala silvestre Revueltas: Sala de conciertos de la orquesta filarmónica de la Ciudad de México.
o
-Sala Hermilio Novelo: Aula magna sede de la orquesta típica de la Ciudad de México.
-Sala Andrea Palma: Sala en la cual se proyectan, películas, videos y se llevan a cabo conferencias.
-Centro de documentación y sala de consulta: Integrado por una biblioteca, fonoteca, videoteca. Espacio donde se impartan talleres, cursos y conferencias.
-Talleres de laudería: Se lleva a cabo reparación y afinación de instrumentos.
-Libro de ollin Yoliztli: Cuenta con títulos de diversos géneros literarios.